# باشگاه فوتبال کروکنهیل
باشگاه فوتبال کروکنهیل (به انگلیسی: Crockenhill Football Club) یک باشگاه فوتبال در شهر کروکنهیل، کشور انگلستان است که در سال ۱۹۴۶ میلادی تأسیس شده‌است.